# Zogno
Zogno is een gemeente in de Italiaanse provincie Bergamo (regio Lombardije) en telt 9034 inwoners (31-12-2004). De oppervlakte bedraagt 34,9 km², de bevolkingsdichtheid is 265 inwoners per km².
De volgende frazioni maken deel uit van de gemeente: Endenna, Somendenna, Grumello de' Zanchi, Poscante, Stabello, Miragolo San Marco, Miragolo San Salvatore.

## Demografie
Zogno telt ongeveer 3488 huishoudens. Het aantal inwoners steeg in de periode 1991-2001 met 3,3% volgens cijfers uit de tienjaarlijkse volkstellingen van ISTAT.
| Jaar | Inwoneraantal |
| ---- | ------------- |
| 1991 | 8724          |
| 2001 | 9015          |
| 2004 | 9034          |

## Geografie
De gemeente ligt op ongeveer 334 m boven zeeniveau.
Zogno grenst aan de volgende gemeenten: Algua, Alzano Lombardo, Bracca, Brembilla, Costa di Serina, Nembro, Ponteranica, San Pellegrino Terme, Sedrina, Sorisole.

## Externe link

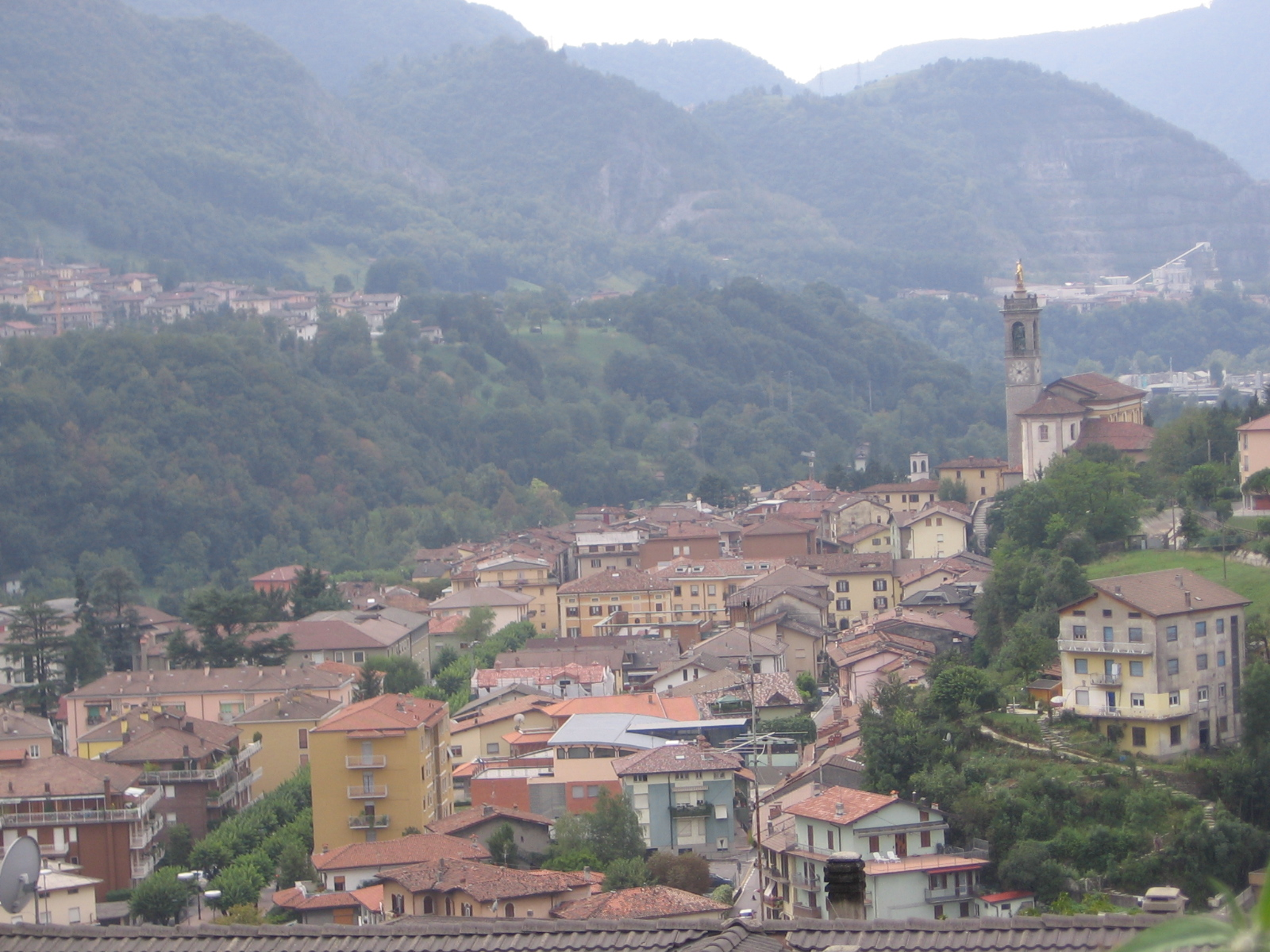
Panorama van Zogno